# 국도 제25호선 (일본)
국도 제25호선(일본어: 国道25号)은 일본 미에현 욧카이치시부터 오사카부 오사카시 기타구에 이르는 총 연장 230.4 km 구간으로 구성되어 있는 일본의 일반 국도이다. 미에현과 나라현의 주요부를 경유하여, 긴키 지방의 동서를 잇는 간선의 하나이다.

## 주요 경유지
- 미에현
  - 욧카이치시 - 스즈카시 - 가메야마시 - 이가시

- 나라현
  - 야마베군 야마조에촌 - 나라시 - 덴리시 - 야마토코리야마시 - 이코마군 (이카루가정 - 산고정) - 기타카쓰라기군 오지정

- 오사카부
  - 가시와라시 - 야오시 - 오사카시 (히라노구 - 히가시스미요시구 - 아베노구 - 덴노지구 - 나니와구 - 주오구 - 기타구)